# Torre Canavese
Torre Canavese (piemontiul: La Tor Bèr) település Olaszországban, Lombardia régióban, Torino megyében. Lakosainak száma 629 fő (2023. január 1.). Torre Canavese Agliè, Bairo, Baldissero Canavese, Castellamonte, Quagliuzzo, Strambinello és San Martino Canavese községekkel határos.

## Népesség
A település népességének változása:
| Lakosok száma | 605  | 594  | 629  |
|               | 2017 | 2018 | 2023 |